# Lukáš Čučela
Lukáš Čučela (* 25. května 1981 v Československu) je bývalý český hokejový brankář.

## Reprezentace
V sezoně 2000/01 odchytal dvě utkání za reprezentaci do 20 let. Byl součástí zlatého týmu na mistrovství světa juniorů 2001, kde plnil pozici druhého brankáře a na led se nedostal.

## Kariéra
Do roku 2001 nastupoval v dorostenecké a juniorské extralize za HC Vítkovice. Ročník 2001/02 strávil v prvoligové Kometě Brno. Další sezonu patřil do kádru Sarezy Ostrava ve druhé lize. V letech 2002–2007 chytal ve stejné soutěži za HC Orlová. V roce 2007 ukončil kariéru.
Po hokejové kariéře hrál florbal za Bohumín a věnuje se prodeji sportovních potřeb.